# Sędziwój z Czarnkowa
Sędziwój Czarnkowski (zm. po 1352) – syn Wincentego z Szamotuł, protoplasty rodu Czarnkowskich, sędzia nakielski (1318), przed 1352 r. kasztelan nakielski, pieczętował się herbem Nałęcz III, jednym z jego potomków był Władysław Czarnkowski.
Zdaniem Adama Bonieckiego:

Burzliwy i niespokojny, w ciągłych był zajściach z książętami pomorskimi i sąsiadującymi z sobą panami polskimi, a nawet knuł spiski przeciwko królowi Kazimierzowi III i naprowadzał na kraj nieprzyjaciół. Obwiniony o te występki i przekonany prawem, z rozkazu króla był ukarany śmiercią. Jego synowie, Jan podczaszy 1372 r. a sędzia poznański 1377 r. i Wincenty zmuszeni byli długami do zastawienia Człopy Januszowi Wedelskiemu w 1368 r.